# Bani Suwayf

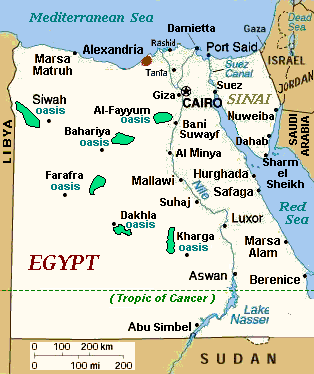
Mapa que mostra Bani Suwayf al sud del Caire

Beni Suef o Bani Suwayf (a notar que la Corporació Catalana de Mitjans Audiovisuals recomana al seu «web d'estil». la primera fórmula en comptes de la segona) o Beni Souef o Beni Sueif o Beni Swaif o Beni Sweif o Beni Suaif (copte: Panisuf; àrab بني سويف) és una ciutat d'Egipte capital de la governació de Beni Suef. Està situada a 120 km al sud del Caire. La seva població és de 172.032 habitants (2006).
Beni Suef és una ciutat agrícola, creada a patir d'un petit llogaret al segle xx. Ja a l'edat mitjana era famosa pel lli que encara es cultiva junt amb el cotó; també es fabriquen estores. Hi ha unes pedreres d'alabastre a la rodalia. A 16 km a l'oest hi ha les ruïnes d'Heracleòpolis Magna. El seu nom antic era Binumsuwayh (esmentat el 1497) deformat a Bani Suwayf. El makam de la shaykha Huriyya, a l'antiga mesquita Djami al-Bahr, gaudeix de la veneració local. Un accident de tren a la ciutat va causar 75 morts el 1995 i un incendi del Palau Cultural de la ciutat el 5 de setembre de 2005 va causar 45 morts.